# Љиљана Лана Вукобратовић
Љиљана (Лана) Вукобратовић (Београд, 1954) српска је монтажерка. Дипломирала је на Факултету Драмских Уметности у Београду (одсек за монтажу). Монтирала је филм Милана Јелића (Тигар), филм и мини серију Гордана Михића Срећна породица, а значајнији радови су били на монтажи филмова Слободана Шијана (Ко то тамо пева, проглашен за најбољи српски филм са краја 20 века, Маратонци трче почасни круг, Давитељ против давитеља, Тајна манастирске ракије), затим као монтажер филма Предрага Антонијевића Мала из 1991. и као асистент у монтажи југословенско-америчког филма Спаситељ из 1998. године.
Радила је монтажу и тв серија Стижу долари и Бела лађа.Члан је Академије филмских уметности и науке Србије (АФУН). Њен муж је познати позоришни, филмски, и телевизијски редитељ Михаило Вукобратовић.

## Монтажа
| Год.       | Назив                                  | Улога            |
| ---------- | -------------------------------------- | ---------------- |
| 1970.-те   |                                        |                  |
| 1974.      | СБ затвара круг                        | волонтер монтаже |
| 1975.      | Легенда                                | монтажер         |
| 1975.      | Павле Павловић                         | монтажер         |
| 1976.      | У бањи једног дана (ТВ)                | монтажер звука   |
| 1977.      | Пас који је волео возове               | асистент монтаже |
| 1978.      | Тигар (филм)                           | монтажер         |
| 1978.      | Пуцањ у шљивику преко реке (ТВ)        | монтажер         |
| 1979.      | Усијање                                | асистент монтаже |
| 1979.      | Срећна породица                        | монтажер         |
| 1980.-те   |                                        |                  |
| 1980.      | Ко то тамо пева                        | монтажер         |
| 1981.      | Дувански пут (ТВ)                      | монтажер         |
| 1982.      | Маратонци трче почасни круг            |                  |
| 1983.      | Још овај пут                           | монтажер музике  |
| 1983.      | Како сам систематски уништен од идиота | монтажер         |
| 1983.      | Камионџије 2 (ТВ)                      | монтажер         |
| 1984.      | Камионџије поново возе                 | монтажер         |
| 1984.      | Давитељ против давитеља                | монтажер         |
| 1985.      | Није лако са мушкарцима                |                  |
| 1986.      | Црна Марија                            |                  |
| 1987.      | На путу за Катангу                     |                  |
| 1988.      | Тајна манастирске ракије               |                  |
| 1988.      | Браћа по матери                        |                  |
| 1989.      | Балкан експрес 2                       | филм и тв серија |
| 1989.      | Бој на Косову                          |                  |
| 1990.-те   |                                        |                  |
| 1991.      | Мала (филм)                            |                  |
| 1992.      | Полицајац са Петловог брда             |                  |
| 1992.      | Дезертер (филм из 1992)                |                  |
| 1993.      | Полицајац са Петловог брда (ТВ)        |                  |
| 1996.      | Контраш                                | мини тв серија   |
| 2000.-те   |                                        |                  |
| 2002.      | Hard Cash                              |                  |
| 2002.      | Држава мртвих                          |                  |
| 2003.      | Сироти мали хрчки 2010                 |                  |
| 2004-2006. | Стижу долари (ТВ)                      |                  |
| 2007.      | Оно наше што некад бејаше              |                  |
| 2006-2012. | Бела лађа                              |                  |
| 2019.      | Јунаци нашег доба                      |                  |